# Frida Aasen
Frida Aasen, nacida el 5 de diciembre de 1994, es una modelo noruega conocida por haber desfilado en el Victoria's Secret Fashion Show 2017 y 2018.

## Carrera
Donna Ioanna, una cazatalentos, la descubrió mientras estaba de compras en un supermercado.
En 2012, figuró en la primera edición de la revista de Carine Roitfeld, CR Fashion Book.
En 2013, Vogue se refirió a ella como "una cara que hay que hay que tener en cuenta", junto a Martha Hunt y Kelly Gale.
Frecuentemente posa para Victoria's Secret.
Ha aparecido en anuncios y catálogos de Tory Burch, Victoria's Secret, H&M, Nasty Gal, Dsquared² y Saks Fifth Avenue. Ha desfilado para Prada, Loewe, Louis Vuitton, Fendi, Blumarine, Just Cavalli, Salvatore Ferragamo, DKNY, Derek Lam, Carolina Herrera, Anna Sui, Cushnie et Ochs, Tory Burch y Jeremy Scott.
Ha aparecido en la portada de revistas como Dazed & Confused, Elle y Madame Figaro, como en editoriales para Numéro, Vogue.com, V, LOVE, Marie Claire, CR Fashion Book, Exit, 10 Magazine y Russh.
En 2017 y 2018, desfiló en los Victoria's Secret Fashion Shows.

## Vida personal
Desde mediados de 2019 está saliendo con el empresario italiano Tommy Chiabra. El 14 de agosto de 2021 anunciaron su compromiso matrimonial. Se casaron el 14 de julio de 2022 en Portofino.